# Beleg van Wenen (1529)
Het Beleg van Wenen in 1529 was de eerste poging van het Ottomaanse Rijk, geleid door Süleyman I, om de Oostenrijks-Habsburgse hoofdstad Wenen met militair geweld in te nemen. Tot de belegering werd besloten nadat het Ottomaanse Rijk Centraal-Hongarije had geannexeerd en een vazalstaat in Transsylvanië had opgericht in de nasleep van de Slag bij Mohács (1526). De aanval op de Habsburgse hoofdstad betekende het eerste hoogtepunt van Ottomaans machtsvertoon in Centraal-Europa, maar Wenen hield stand.

## Achtergronden
In 1526 had aartshertog Ferdinand van Oostenrijk zichzelf laten uitroepen tot koning van Hongarije en in 1527 had hij Boeda bezet. Dit werd door de Ottomanen gezien als een aantasting van hun recent gevestigde heerschappij over Hongarije. Ferdinand zond in zijn hoedanigheid van Hongaars koning eind 1528 gezanten naar Istanboel die eisten dat de Turken het hele Hongaarse grondgebied en alle veroverde vestingen zouden ontruimen. Süleyman liet weten dat hij zijn antwoord persoonlijk in Wenen zou komen overhandigen en de aartshertog alles zou geven wat hem toekwam.

## Beleg
Süleyman had in de veroverde gebieden Johan Zápolya als koning van Hongarije en prins van Transsylvanië geïnstalleerd. Zijn streven was ook het Habsburgse Koninklijk Hongarije te verwerven. Daarom trok hij met een leger van ruim honderdduizend man vanaf 10 mei 1529 van Adrianopolis in Bulgarije opnieuw naar het noorden langs de Donau, richting de Habsburgse hoofdstad. Het operationeel bevel lag bij grootvizier Pargalı İbrahim Pasha. De opmars was logistiek slecht ondersteund. Ondanks het in een brede zone met bruut geweld leegroven van de voedselvoorraden van de plaatselijke bevolking, waarbij velen tot slaaf gemaakt werden, leed het oprukkende leger honger. De opmars werd gehinderd door zware regenval. Daarbij ging tijdens het transport over de Donau de essentiële belegeringsartillerie grotendeels verloren. Pas in juli werd Belgrado bereikt. Op 8 september werd na een korte belegering Boeda opnieuw bezet waarna Zápolya als Hongaars koning kon worden geïnstalleerd.
Intussen had de Turkse opmars voor veel beroering gezorgd bij de andere Europese vorsten. Het gerucht ging dat er een half miljoen Turken aankwamen met twintigduizend kamelen voor een grootscheepse invasie van heel christelijk Europa. Het verhaal week niet eens zo sterk af van de werkelijkheid als men de legertros van zo'n tweehonderdduizend knechten en vrouwen meerekent. Inderhaast legde keizer Karel V het bij met paus Clemens VII in het Verdrag van Barcelona. De overeenkomst was speciaal gericht tegen "die wolf, de roofzuchtige allervijandelijkste Turk". Hierdoor werd Frans I van Frankrijk, die Zápolya eigenlijk steun toegezegd had, gedwongen met de Habsburgers vrede te sluiten in het Verdrag van Kamerijk. Süleyman deed zijn best het koninkrijk Polen en de republiek Venetië, met welke hij op dat moment goede betrekkingen onderhield, over zijn intenties gerust te stellen.

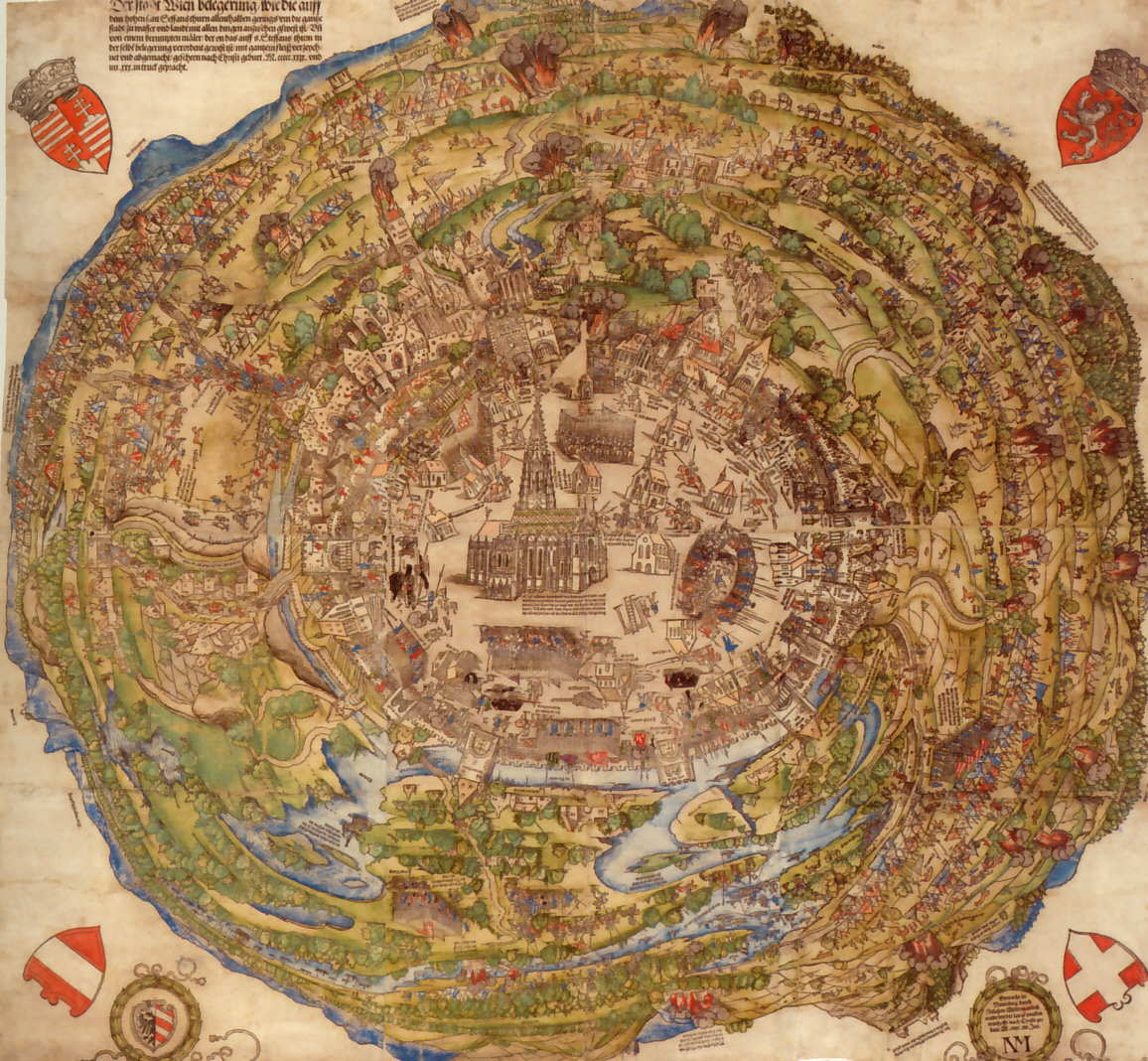
Een cirkelvormige kaart van het beleg, gemaakt in 1530

Op 27 september 1529 sloeg Süleyman het beleg voor Wenen en sloeg zijn kamp op in Kaiserebersdorf. Van zijn strijdmacht maakten nu ook veel Hongaren en Moldaven deel uit. De verdediging van Wenen was niet goed voorbereid. De omwalling was nog middeleeuws met stenen muren van slechts anderhalve meter dik die vrij laag waren. De verdedigers bestonden voornamelijk uit de lokale burgerwacht, aangevuld met wat losse troepen tot een totaal van zo'n twaalfduizend man. Ferdinand, zelf niet bij het beleg aanwezig, had hulp gevraagd aan andere Duitse vorsten maar die bleef grotendeels uit. Drie dagen voordat het beleg begon, arriveerde er versterking door Nikolaas, graaf van Salm, die door Karel V uitgezonden was met een professioneel huurlingenleger van achtduizend Spanjaarden, Italianen en Vlamingen, ten dele uitgerust met haakbussen, indertijd de modernste handvuurwapens. Om een vrij schootsveld te verwerven was de directe omgeving van Wenen kaal geslagen door bomen en struiken om te hakken en honderden gebouwen met de grond gelijk te maken. Salm liet ook schansen opwerpen voor zijn veldartillerie die tweeënzeventig stukken sterk was. Om de te onderhouden bevolking te verminderen, werden vrouwen en kinderen grotendeels geëvacueerd. Er was daardoor voldoende voedsel om een beleg van vele maanden uit te houden. Süleyman liet drie krijgsgevangenen fraai uitgedost naar Wenen vertrekken met de eis tot overgave van de stad. Mocht hij de stad stormenderhand moeten nemen dan zou hij zijn mannen toestaan vrij te plunderen en te moorden. Salm gaf geen antwoord maar liet drie moslimgevangenen, even rijk gekleed, naar het Turkse kamp gaan. De dreiging gaf de verdedigers slechts de moed der wanhoop.

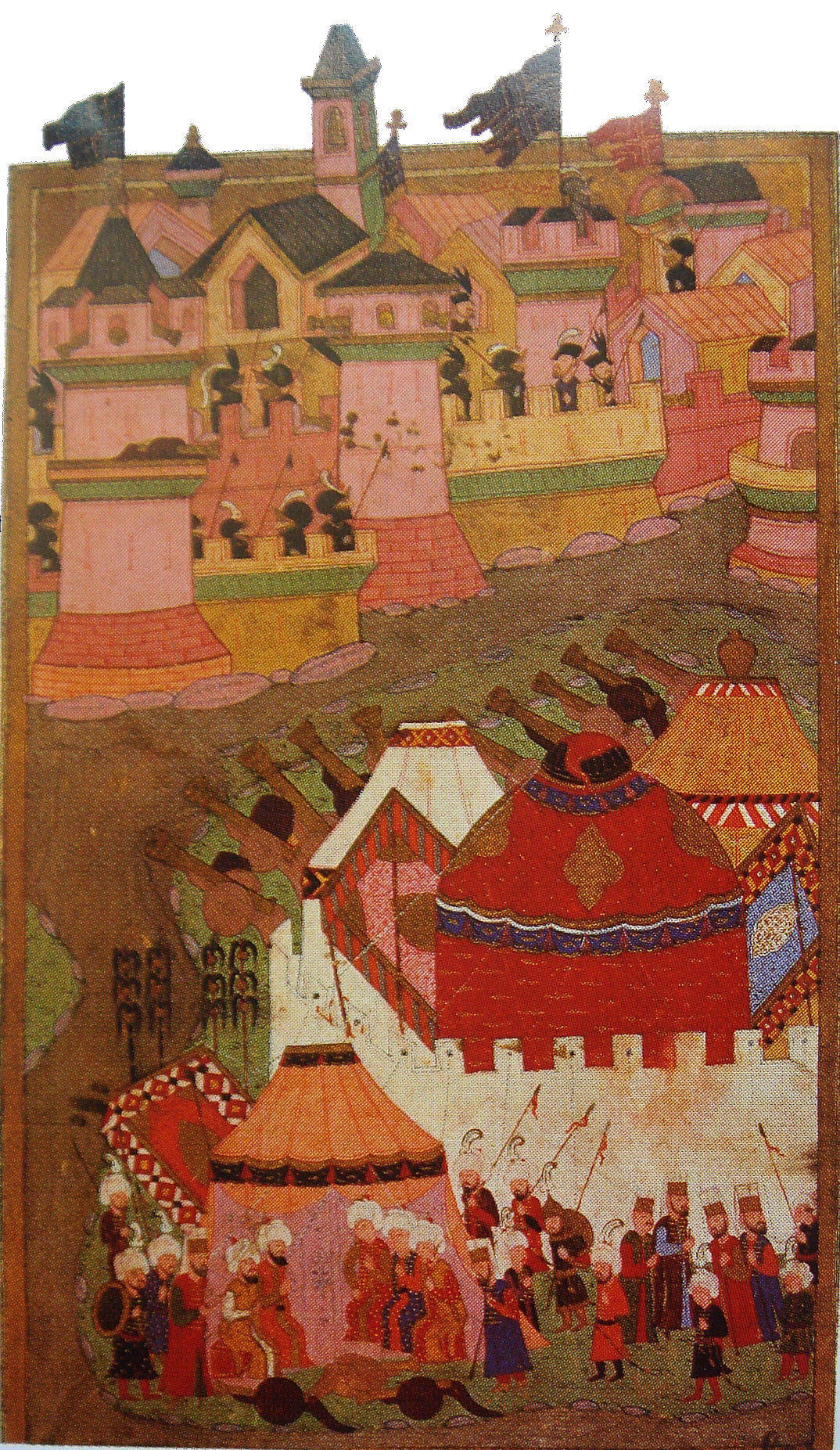
Een Turkse miniatuur van het beleg

De belegering verliep niet voorspoedig. Wegens het gebrek aan belegeringsartillerie was men gedwongen de wallen te ondermijnen, dat wil zeggen: er een tunnel onder te graven teneinde ze op te blazen met een lading buskruit. Een grote uitval van de verdedigers verwoestte echter de tunnels, ondanks zware Oostenrijkse verliezen. Beschietingen door de lichtere veldartillerie van driehonderd stukken veroorzaakten wel enkele bressen maar die werden door de verdedigers provisorisch gedicht. Op 12 oktober lukte het om twee mijnen tot ontploffing te brengen en door een bres de stad binnen te dringen maar de verdedigers wierpen de Turkse elitetroepen, de janitsaren, terug, er twaalfhonderd van dodend. Intussen verergerde het gebrek aan voedsel bij de belegeraars en kwamen veel van hun soldaten om door ziekte. Na enkele weken was de wijde omgeving van Wenen geheel leeggeroofd en de leeftocht was simpelweg op. Süleyman begreep dat het moreel op instorten stond en besloot tot een laatste stormaanval op 14 oktober. Toen ook die afgeslagen werd, beval Süleyman op 17 oktober vanwege pestuitbraak en invallende sneeuwval om het beleg op te breken en terug te trekken naar het zuiden. Hun kamp werd door de Turken zelf in brand gestoken en vele duizenden gevangenen afgeslacht. Het Turkse leger had toen al zo'n vijftienduizend man verloren. Het aantal verliezen aan Oostenrijkse kant is niet precies bekend maar moet in de duizenden soldaten hebben gelopen.
Tijdens de terugtocht leden de Ottomaanse troepen groot gebrek, want het land waar ze doorheen trokken, was bij de opmars door hen al kaal geplunderd en ze waren slecht bestand tegen de invallende koude op de Balkan. Onderweg ging ook de veldartillerie verloren. Het leger had sterk te lijden onder aanvallen van plaatselijke strijdgroepen die de kans schoon zagen zelf buit te veroveren. Zo'n dertigduizend soldaten kwamen om op de terugweg. Boeda werd op 26 oktober bereikt, Belgrado op 10 november en 16 december was Süleyman terug in Istanboel.
Overigens had ook Ferdinand problemen: hij kon zijn huurlingen niet betalen die daarop aan het muiten sloegen, Wenen plunderden en uiteindelijk overliepen naar Zápolya.

## Nasleep
De Habsburgse zege op de Ottomanen vormde het einde van een eeuw aan haast ongehinderde Turkse veroveringen in de Balkan en Hongarije. In 1532 bood Ferdinand aan een Turks vazal te worden als koning over een verenigd Hongarije maar dat lokte een tweede poging van Süleyman uit om Wenen aan te vallen die echter vastliep bij de vesting Kőszeg. In 1533 werd er vrede gesloten tussen de Habsburgers en de Ottomanen. Hongarije bleef echter een omstreden gebied. Slepende oorlogen en lange bestandsperiodes wisselden elkaar nu voor anderhalve eeuw af, zonder dat een van de partijen duidelijk de overhand had. Bij het tweede beleg van Wenen in 1683 probeerden de Ottomanen opnieuw een Hongaarse vazal als koning naar voren te schuiven. Het mislukken van het beleg, deze keer door een nederlaag in een reguliere veldslag, was het begin van Grote Turkse Oorlog waarin Oostenrijk uiteindelijk heel Hongarije veroverde.